# Сея (Португалія)
Се́я (порт. Seia; МФА: [ˈsɐj.ɐ]) — муніципалітет і місто в Португалії, в окрузі Гуарда. Розташований у східній частині країни, на теренах історичної португальської провінції Бейра. Належить до Гуардської діоцезії Католицької церкви в Португалії. Права міського самоврядування має з 1136 року. Поділяється на 21 парафію. За адміністративним поділом, чинним до 1976 року, був складовою провінції Верхня Бейра. Площа муніципалітету — 435,69 км², населення муніципалітету — 24702 ос. (2011); густота населення — 56,7 осіб/км²
. Патрон — Діва Марія. Святковий день муніципалітету — 3 липня. Поштовий індекс — 6270.  Код місцевої адміністративної одиниці — 0912. Складова статистичного регіону Центр.

## Назва
- Сея  (порт. Seia, стара орфографія: порт. Ceia)

## Географія
Сея розташована в центрі Португалії, на південному заході округу Гуарда.
Сея межує на півночі з муніципалітетами Нелаш і Мангуалде, на північному сході — з муніципалітетом Говея, на сході — з муніципалітетом Мантейгаш, на південному сході — з муніципалітетом Ковілян, на південному заході — з муніципалітетом Арганіл, на заході — з муніципалітетом Олівейра-ду-Ошпітал.

## Історія
1136 року португальський граф Афонсу І надав Сеї форал, яким визнав за поселенням статус містечка та муніципальні самоврядні права.
1211 року, за заповітом португальського короля Саншу І, замок і округа Сеї перейшли до його доньки Мафалди. Разом із сестрами вона вела війну з братом і новим королем Афонсу ІІ, що прагнув повернути Сею до королівського домену. Міжусобна війна припинилася 1215 року за посередництва римського папи Іннокентія ІІІ. Мафалда передала володіння королю за грошову компенсацію, а Сейський замок — Авіському ордену в особі Фернанду Анеша. Після смерті Афонсу ІІ в 1223 році вона добилася від короля Саншу ІІ повернення доходу з Сеї та особистого щорічного утримання.

## Населення
| Кількість мешканців | Кількість мешканців | Кількість мешканців | Кількість мешканців | Кількість мешканців | Кількість мешканців | Кількість мешканців | Кількість мешканців | Кількість мешканців | Кількість мешканців | Кількість мешканців | Кількість мешканців | Кількість мешканців | Кількість мешканців | Кількість мешканців |
| ------------------- | ------------------- | ------------------- | ------------------- | ------------------- | ------------------- | ------------------- | ------------------- | ------------------- | ------------------- | ------------------- | ------------------- | ------------------- | ------------------- | ------------------- |
| 1864                | 1878                | 1890                | 1900                | 1911                | 1920                | 1930                | 1940                | 1950                | 1960                | 1970                | 1981                | 1991                | 2001                | 2011                |
| 27 236              | 29 274              | 30 640              | 31 929              | 33 154              | 32 684              | 31 281              | 34 392              | 35 962              | 34 436              | 31 874              | 31 352              | 30 362              | 28 144              | 24 702              |